# Kamianka-Dniprovska
Pour les articles homonymes, voir Kamianka.
Kamianka-Dniprovska (en ukrainien : Кам'янка-Дніпровська) ou Kamenka-Dneprovskaïa (en russe : Каменка-Днепровская) est une ville de l'oblast de Zaporijia, en Ukraine, et le centre administratif du raïon de Kamianka-Dniprovska. Sa population s'élevait à 12 638 habitants en 2019.

## Géographie
Kamianka-Dniprovska se trouve sur la rive gauche du Dniepr, au niveau du réservoir de Kakhovka, en face de la ville de Nikopol, dans l'oblast voisin de Dnipropetrovsk, et à 69 km au sud-ouest de la ville de Zaporijjia.

## Histoire
Kamianka-Dniprovska a été fondée en 1786 sous le nom de Mala Znam'ianka (en ukrainien : Мала Знам'янка). et se trouve sur le site du Fort de Kamienka, place royale Scythe.
Elle a le statut de ville depuis 1957.
Kamianka-Dniprovska est capturée par l'armée russe, lors de l'invasion de l'Ukraine par la Russie.

## Population
Recensements (*) ou estimations de la population :
| 1939*  | 1959*  | 1970*  | 1979*  |
| ------ | ------ | ------ | ------ |
| 10 907 | 13 841 | 16 160 | 17 935 |

| 1989*  | 2001*  | 2010   | 2011   |
| ------ | ------ | ------ | ------ |
| 17 906 | 15 522 | 13 723 | 13 653 |

| 2012   | 2013   | 2014   | 2015   |
| ------ | ------ | ------ | ------ |
| 13 541 | 13 495 | 13 383 | 13 277 |

| 2016   | 2017   | 2018   | 2019   |
| ------ | ------ | ------ | ------ |
| 13 185 | 13 070 | 12 832 | 12 638 |